# August Wilhelm Reinhart

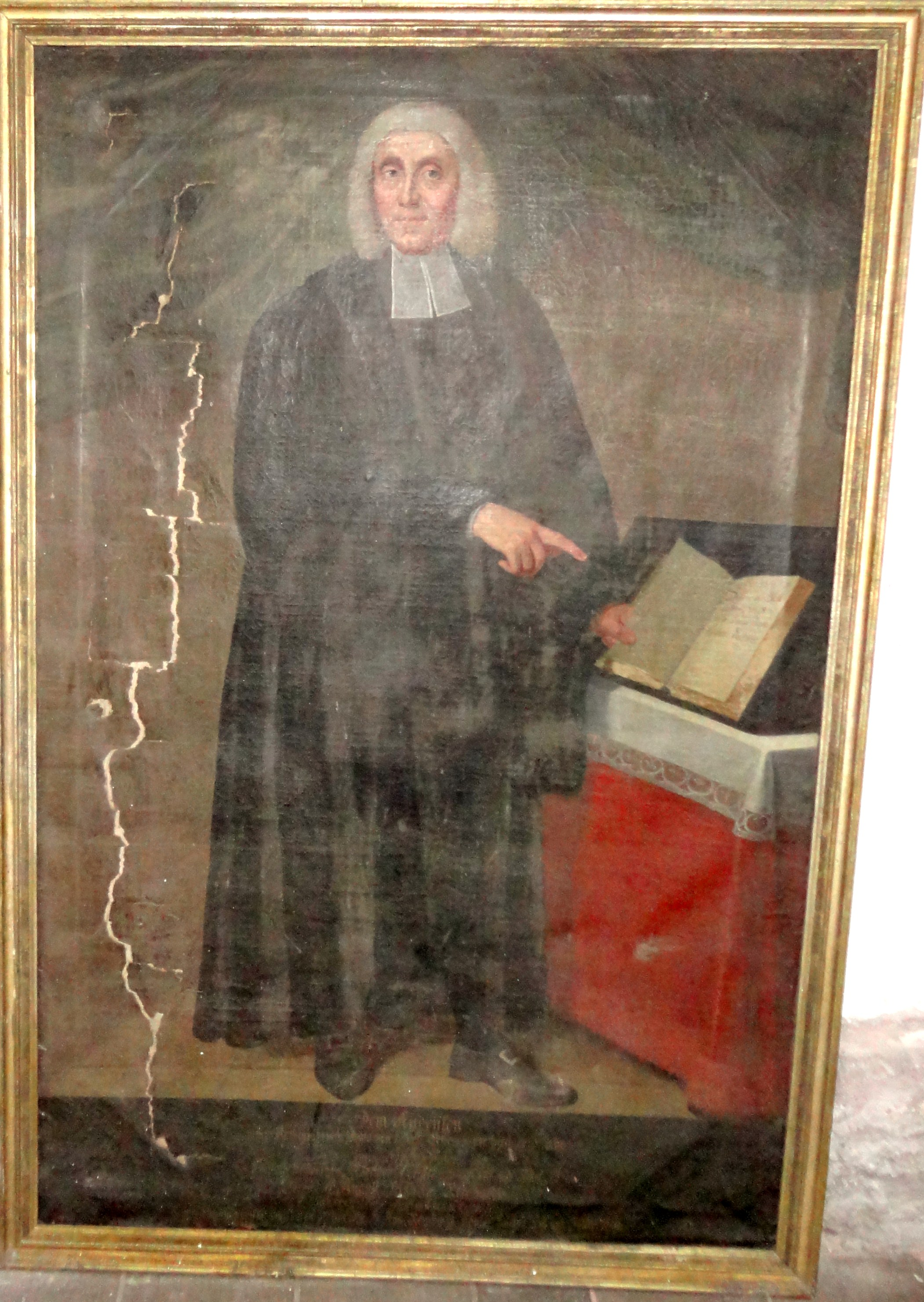
August Wilhelm Reinhart
Gemälde in der Heringer Kirche

August Wilhelm Reinhart (* 2. Dezember 1696 in Seega; † 11. April 1770 in Heringen/Helme) war ein deutscher Pfarrer in Frankenhausen und Pastor primar zu Heringen an der Helme.

## Kindheit

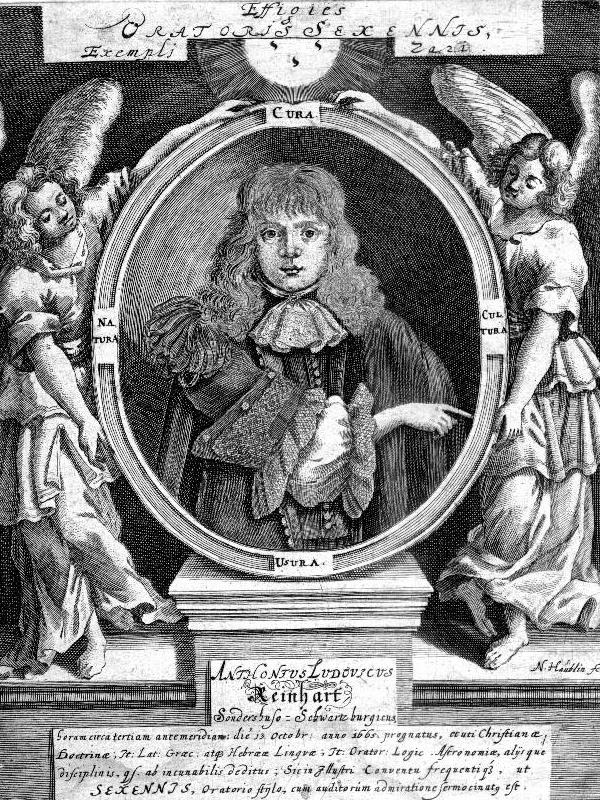
Anton Ludwig Reinhart (1672)

Seine Eltern waren Anton Ludwig Reinhart (1665–1707), ein „Wunderkind“ und späterer Pastor im schwarzburgischen Amt Seega, und Susanna Barbara Heßling, jüngste Tochter von Adam Hieronymus Heßling, gräflich-schwarzburgischer Amtsförster zu Frankenhausen. Sein Großvater war David Nicolaus Reinhart (1628–1682), Pastor in Sondershausen. Seine Paten waren August Gottfried Böttcher, fürstlich-schwarzburgischer Hof-, Justiz- und Konsistorialrat zu Frankenhausen, und Christian Wilhelm von Schindler, sachsen-weimarischer Amtshauptmann zu Oldisleben, sowie Maria, Frau von Johann Jeremias Gottwalt, praktischer Arzt zu Sondershausen.
Nachdem sein Vater schon 1707 starb, als Reinhart erst elf Jahre alt war, wurde er von Hauslehrern in Seega erzogen. Hierauf kam er 1708 in die Stadtschule nach Frankenhausen und war dort von der dritten bis zur ersten Klasse. Der bekannte Schulmann Magister Hoffmann stand der Schule als Rektor vor, unter dem er publice prodiret hatte, also öffentlich aufgetreten war, um eine Rede zu halten.
1714 ging er auf das Gymnasium nach Weißenfels und hörte zwei Jahre lang die Vorlesungen von Christian Weidling und dem Professor für orientalische Sprachen, Aegidius Gutbier. Dort hielt er 1716 in der Klosterkirche am dritten Osterfeiertag von der Kanzel eine Rede in griechischer Sprache. In diesem Jahr kam er wieder nach Frankenhausen, wo er noch ein halbes Jahr verbrachte, bevor er nach Wittenberg ging.

## Studium in Wittenberg

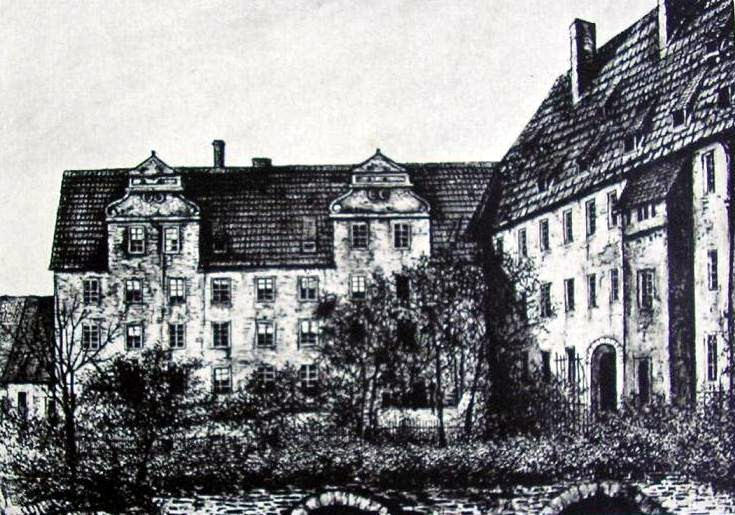
Universität Wittenberg (1502–1813)

An der Universität Wittenberg immatrikulierte sich August Wilhelm Reinhart am 8. Oktober 1716, um ein Studium der philosophischen und theologischen Wissenschaften zu absolvieren. Hier wurden zunächst in Philosophie Johann Hermann von Elswich, der spätere Oberpfarrer in Stade, und Magister Christian Friedrich Bücher, der spätere Diakon in Danzig, seine prägenden Lehrer. Neben einem Collegium fundamentale Hebraeicum bei Magister Haber besuchte er  zwei Jahre lang die Vorlesungen bei Johann Friedrich Weidler über die Mathematik, musste jedoch gestehen, dass er auf diese sonst nötige Sache keinen Fleiß verwendete, teils weil sie hohe Ansprüche erforderte, teils weil sein hauptsächliches Interesse auf die Theologie gerichtet sei. Da er die Zeit seines Aufenthalts in Wittenberg nicht genau bestimmen konnte, beschränkte er sich auf theologische Studien.
Er hörte die Vorlesungen zur Kirchengeschichte bei Johann Wilhelm Jahn und bei Gottlieb Wernsdorf. Mit den Grundlagen der Dogmatik machte er sich bei Heinrich Klausing und Gottlieb Wernsdorf d. Ä. bekannt. Bei diesen Lehrern hat er auch einige Vorlesungen über die neuen Streitigkeiten mit den damals sehr beschriebenen Pietisten mit angehört und zugleich ein Examinatorium abgewartet. Bei Martin Chladni hat er sich ein collegium biblicum, wie auch ein disputatorium zu Nutze gemacht. In Letzterem ist er meist unter den Opponenten gewesen. Bei Chladenius hat er auch ein collegium homileticum angehört und sich mehrmals mit Predigen hören lassen, auch in der Stadtkirche zu Wittenberg.
Zudem absolvierte er noch einige Übungen in der französischen Sprache. Dieser Sprache widmete er sich aber nur ein halbes Jahr lang, weil er die Erlaubnis erhalten hatte, Vorlesungen des Doktor Jahn über die Sächsische Geschichte, die dieser privat drei Grafen hielt, mit anzuhören. In den drei Jahren seines Studiums hat er dreimal öffentlich als Respondens disputiret: Erstens unter Magister Johann Christian Ernesti, dem späteren Superintendenten in Langensalza, über de cunctatione eruditorum in componendis libris 1717, zweitens unter Christian Bernhard Bücher über de aequi libris Fluidorum intra canales communicantes 1718 und drittens unter Heinrich Bütemeister, dem späteren Professor der Theologie in Helmstedt, über de pretio compendiorum quorundam ad invandam Arithmeticam vulgarem im Jahr 1719.

## Jena und Pastor in Frankenhausen
Von Wittenberg zog er 1719 wieder in sein Vaterland und predigte dort ein Jahr lang. Er fand großen Beifall, was seinen Paten Hofrat Bötticher bewog, ihm das bötterische Familienstipendium auf ein Jahr zu gewähren. Er begab sich daher 1720 nach Jena und hörte Johann Franz Buddeus und Johann Reinhard Rus. 1721 zog er wieder in sein Vaterland und hielt wie vorher Predigten und Trauerreden. Dabei kam ihm zugegen, dass seine Mutter noch am Leben war, die für seine Versorgung aufkam. 1722 traf eine Predigt auf den Beifall des damaligen Fürsten zu Rudolstadt, Friedrich Anton, was wohl der Grundstein zu seiner baldigen Beförderung war: Denn als dieser im Jahr 1723 nach dem Ableben des Kanzleidirektors Werner den geheimen Rat von Beulwitz nach Frankenhausen holte und Magister Seuberlich seinem Amte nicht mehr vorstehen konnte, wurde August Wilhelm Reinhart im Jahre 1724 zu dessen Substituten in Vorschlag gebracht. Er wurde im selben Jahr zur Probepredigt gebeten und von Superintendent Frischmann ordiniert.

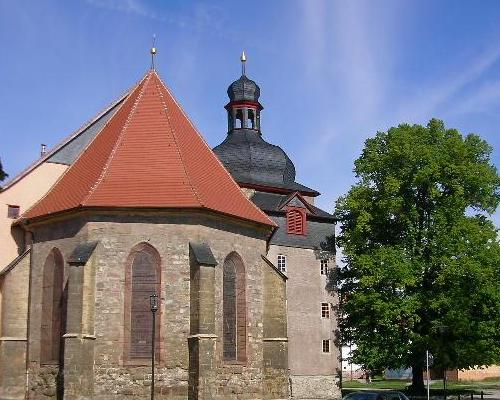
Unterkirche in Frankenhausen

Weil er von Jugend auf eine schwache Konstitution hatte und sich in Wittenberg u. a. wegen vieler Nachtarbeit fast aller Leibeskräfte beraubt hatte, fiel ihm sein Amt anfangs schwer, zumal er  in der Regel alle Aufgaben selbst bestreiten musste, bis auf die Beichte, das Taufen und das Halten der Betstunde, was sich Magister Seuberlich vorbehalten hatte.
Er wollte nicht in Frankenhausen heiraten, weil das Einkommen eines Substituten kaum ausreichte, eine Familie zu ernähren. Da seine Mutter jedoch für weitere Kinder sorgen musste, riet sie ihm zu einer Ehe, und er folgte ihrem Rat. Er fand bei der seuberlichischen Familie Zustimmung, ihre älteste Tochter Dorothee Marie ihm als Hilfe zu überlassen. Am 8. Mai 1726 fand in der Unterkirche zu Frankenhausen die Trauung statt. Aus dieser Ehe stammen zwei Söhne, zu Pfingsten 1727 wurde Friedrich August und Ende 1729 Friedrich Christoph, späterer Fürstlich Schwarzburglicher Amtsadjunkt, geboren.

## Wechsel nach Heringen

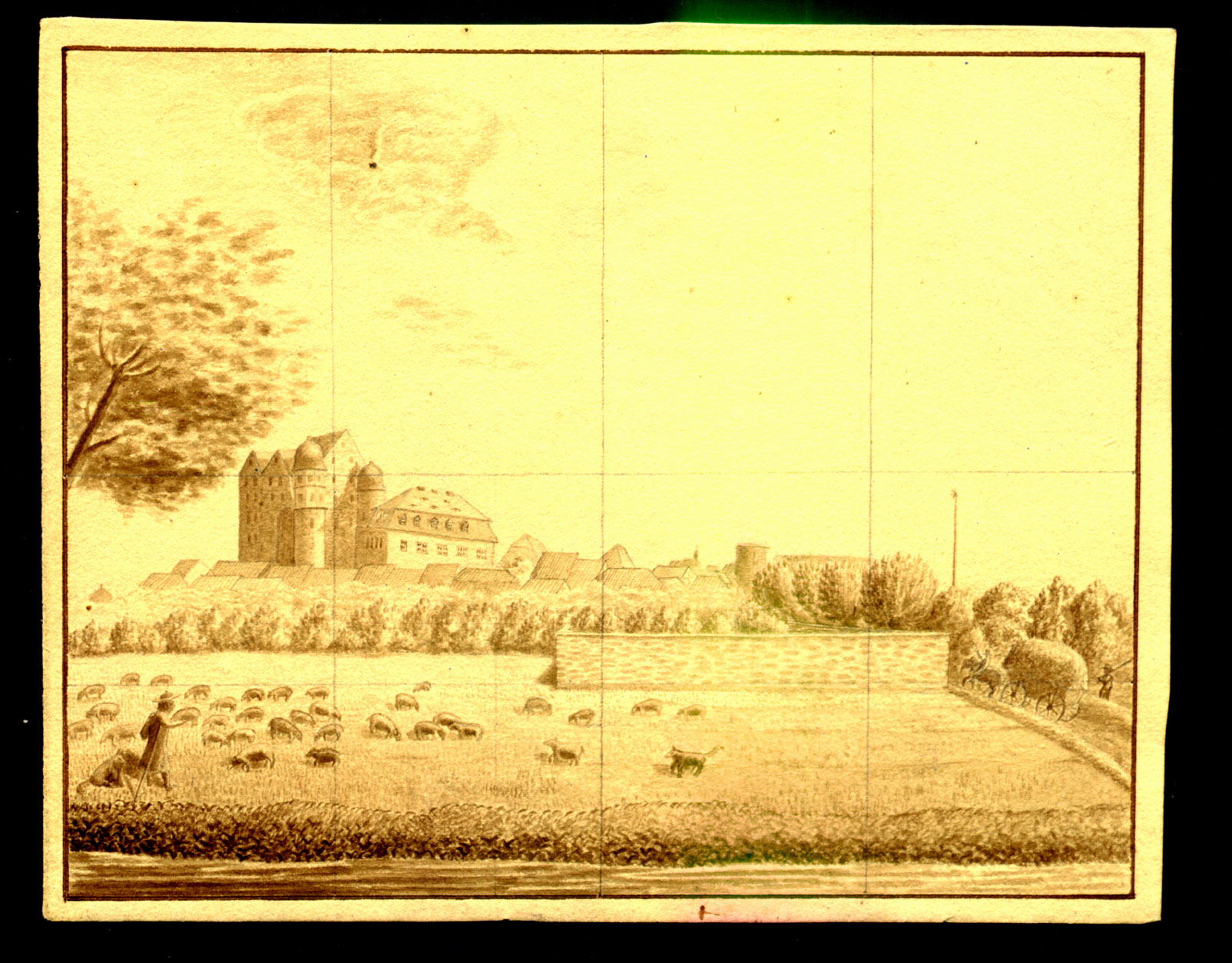
Schloss und Stadt Heringen, zirka 1820

1729 starb seine Mutter, die ihn bei seinen Sorgen mit Rat und Tat unterstützt hatte. Im selben Jahr geschah in Heringen der große Brand, durch dessen Nachwirkungen Reinharts Amtsvorgänger in Heringen, Johann Georg Werner (1726–1731), im Jahr 1731 starb.
Daraufhin schlugen ihn seine Fürbitter für die Besetzung der vakanten Stelle in Heringen vor, wozu der Fürst zustimmte. Weil Heringen sehr ruiniert war und alle geistlichen Gebäude noch in Asche lagen, wusste Reinhart zunächst nicht, wo er schlafen könnte. Außerdem war zu sehen, dass die Wiederherstellung der geistlichen Gebäude, insbesondere des Pfarrhauses, viel Mühe bereiten würde. Deshalb kam ihm der Auftrag, nach Heringen zu wechseln, sehr ungelegen, zumal seine Gattin nicht zu bewegen war, ihr Vaterland und ihre Eltern zu verlassen. Er versuchte deshalb, bei seinem Patron diesen Ruf rückgängig zu machen, was nicht gelang. Wegen der Wohnungslage musste er eine Interimswohnung in der sogenannten Amtsverwalterei im Schloss annehmen.
1731 hielt er seine Probepredigt in Heringen und wurde daraufhin als Pastor berufen. Seine Antrittspredigt folgte am ersten Weihnachtsfeiertag 1731. Der Winter war damals sehr streng, und es dauerte Monate, bis Reinhart seine Gattin mit den zwei Kindern von Frankenhausen nach Heringen holen konnte. Sie richteten ihr Hauswesen ein, so gut es in der Zerstörung möglich war.

## Pastor in Heringen (1731 bis 1770)

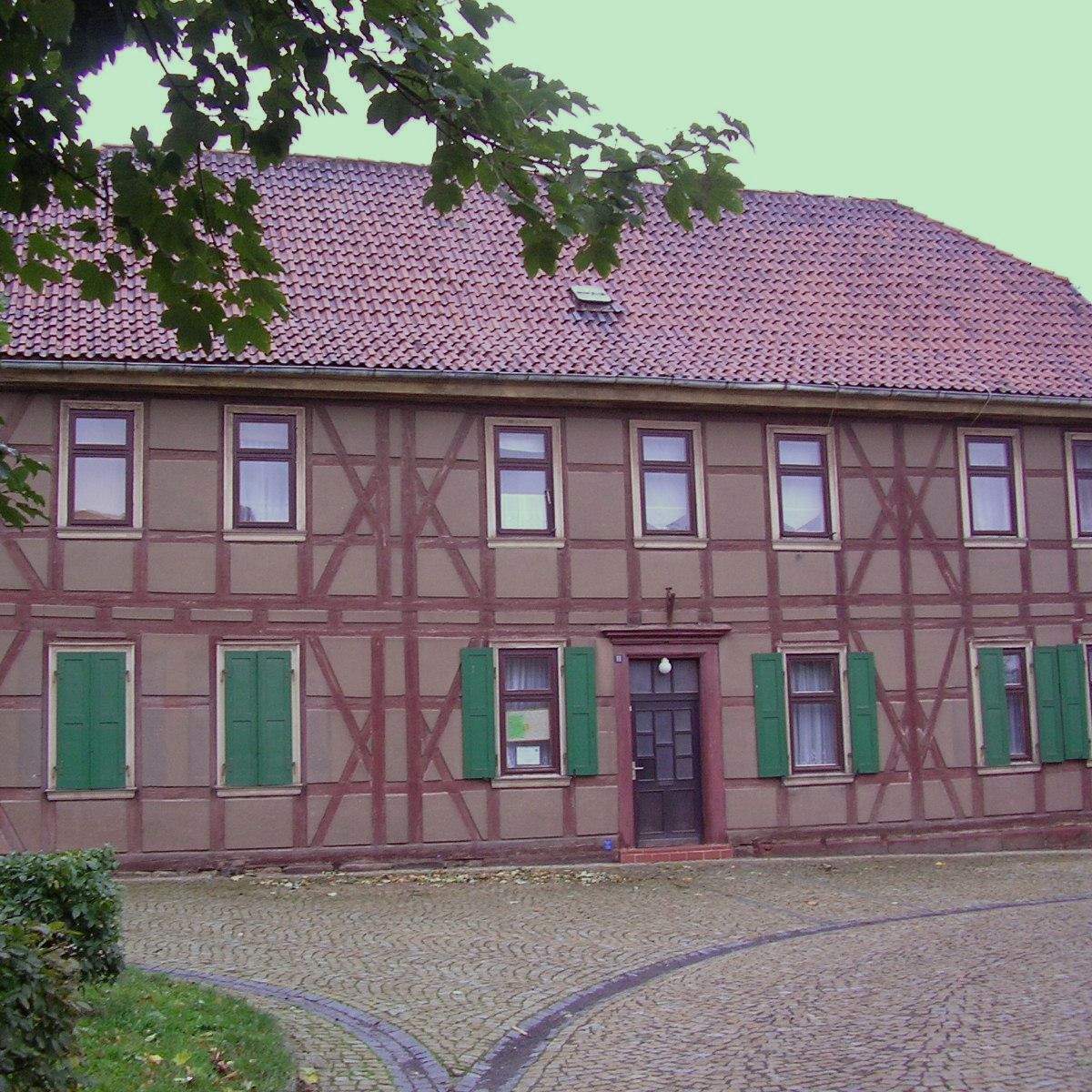
Pfarrhaus in Heringen

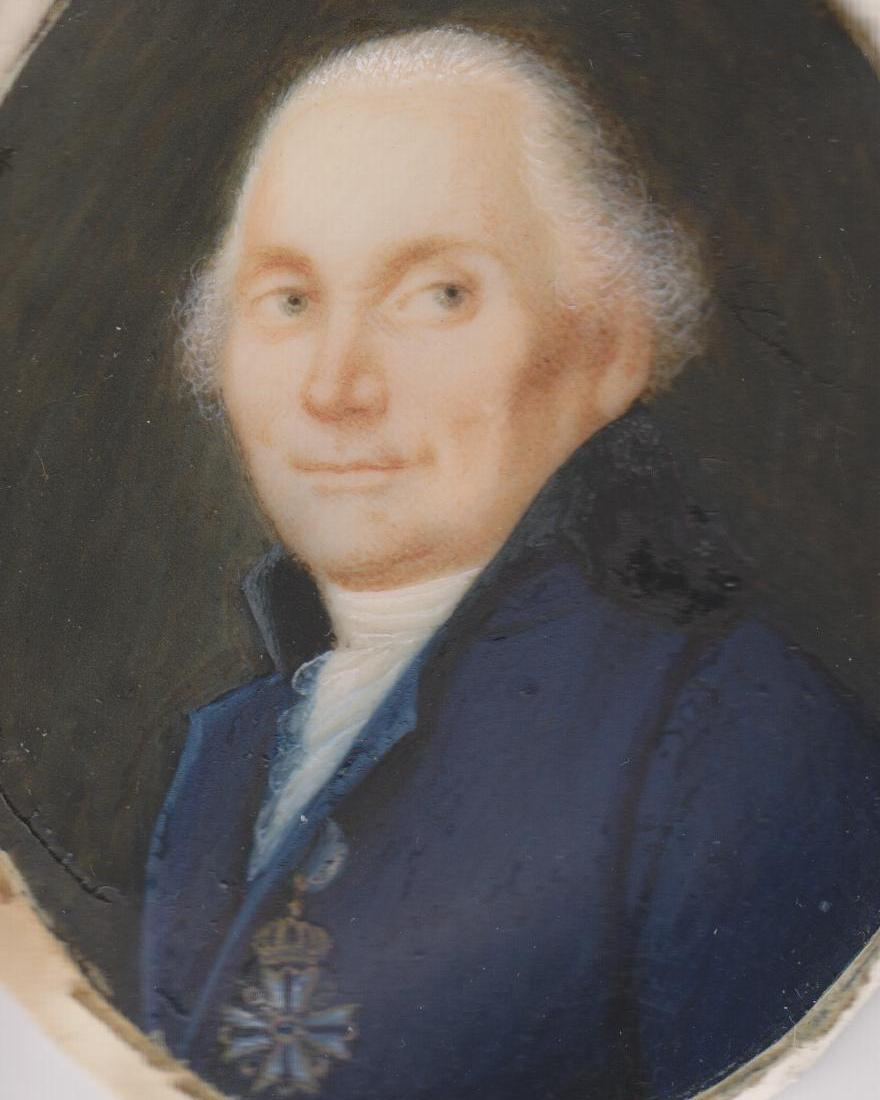
Sohn Christian Friedrich August Reinhart

Mit Zustimmung seiner Obern im Jahre 1733 begann er mit dem Bau des Pfarrhauses. Dieser kam nur sehr langsam voran, so dass Reinhart erst 1735 mit dem untersten Stockwerk fertig war. Vorher musste er zwar die Amtsverwaltungswohnung räumen, konnte aber zwischenzeitlich bei Bürgermeister Hühne einziehen. Beim Wiederaufbau des Pfarrhauses achtete Reinhart darauf, dass die Gemeinde nicht durch Materialbitten übermäßig belastet wurde.
Nachdem seine Frau schon 1731 gestorben war, heiratete er im November 1735 Justina Rebekka Adelheid Mack, älteste Tochter von Anton Andreas Mack, Hochfürstlich Schwarzburglicher Komssionsrat und Amtmann der Ämter Heringen, Straußberg und Benekenstein. Aus dieser Ehe stammen 5 Kinder:
- Maria Justa Wilhelmina, die 1758 an Rat und Amtmann Oberländer in Heringen verheiratet worden ist.
- Johanna Christiana Friederica, die 1762 an Amtsverwalter Neblung in Bretleben vereheligt worden und schon 1766 verstarb.
- Wilhelmine Louise, die bereits fünfjährig verstorben ist.
- Christian Friedrich August Reinhart, der kurfürstlich-sächsischer Amtsverweser in Borna, später königlich-sächsischer Justiz- und Hofrat in Dresden[7] sowie Domherr war.
- Johannette, die bald nach ihrer Geburt starb.

Justina Rebekka starb bereits im September 1744. Trotz seiner Amtsverpflichtungen zog er es vor, allein zu bleiben. Für die Erziehung seiner Kinder zog er einige Hauslehrer hinzu. Nachdem er seine Kinder verschiedentlich verheiraten konnte, entschloss auch Reinhart sich zu einer dritten Ehe. Die Verbindung mit Magdalena Dorothea, der Witwe des Bürgermeisters Johann Hühne, ging Reinhart im Frühjahr 1758 ein.
Besondere Verdienste erwarb sich August Wilhelm Reinhart bei der Erweiterung der Heringer Gemeindebibliothek im 18. Jahrhundert. Seine Anschaffungen für die Bibliothek umfassten vorwiegend theologische Schriften. Vermutlich wurden der Bibliothek auch nach seinem Tode noch zahlreiche Bücher aus seinem Familienbesitz gestiftet, darunter auch solche aus dem Vorbesitz von Konrad Kindervater, Pastor in Goslar und später in Nordhausen, die dieser zwischen 1577 und 1612 angeschafft hatte. Der letzte große Zuwachs der Bibliothek erfolgte durch den Büchernachlass von Christoph Ludwig Obbarius.